# Lavinia Braniște

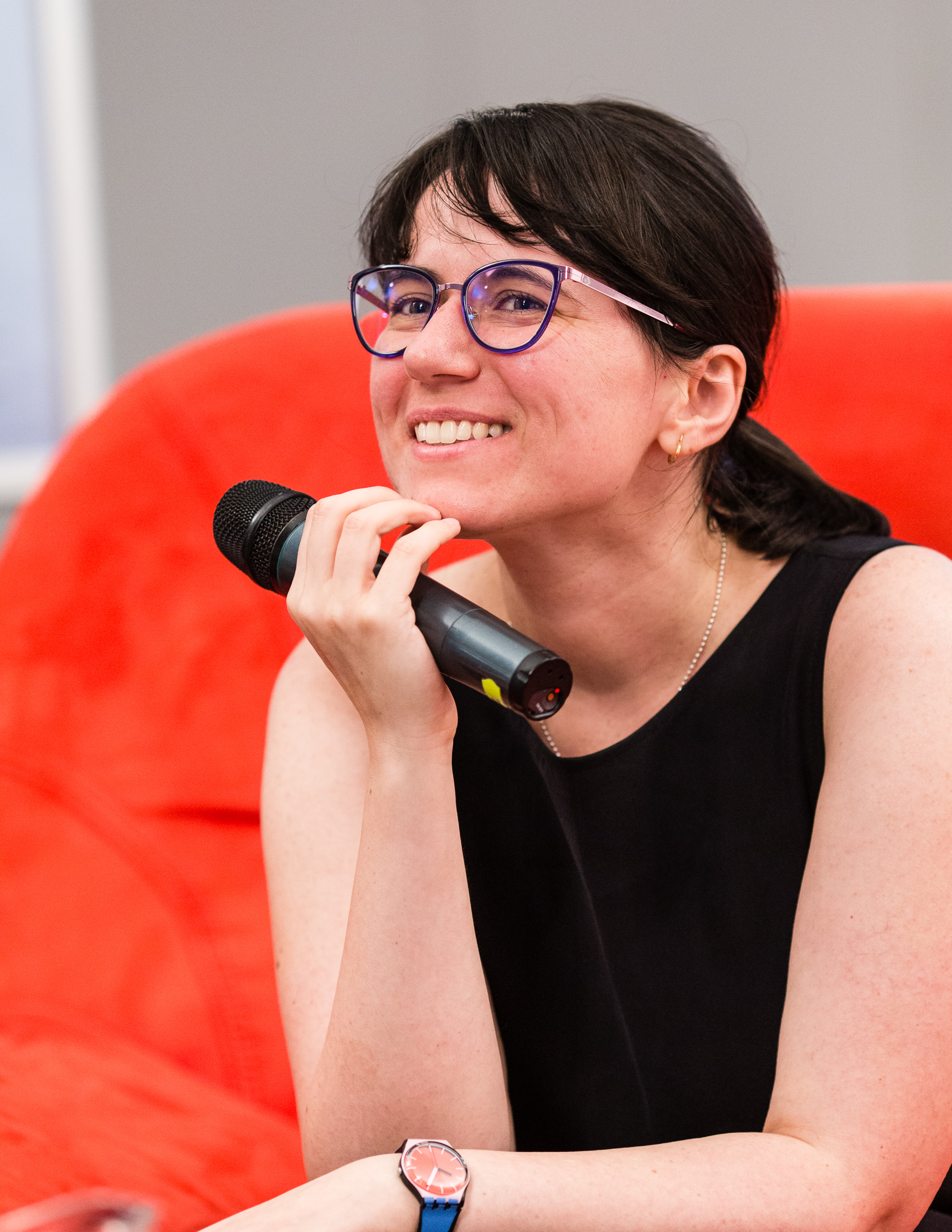
Lavinia Braniște, 2019

Lavinia Braniște (geboren 1983 in Brăila) ist eine rumänische Schriftstellerin und Übersetzerin.

## Leben
Lavinia Braniște wuchs in Brăila, im Südosten Rumäniens, auf. Sie studierte Fremdsprachen und Literatur in Cluj-Napoca und in Bukarest. Sie arbeitete viele Jahre lang als Lehrerin für Fremdsprachen und freie Übersetzerin von Kinderbüchern. Sie übersetzte Bücher aus dem Englischen, Französischen und Spanischen. Seit Erscheinen ihres ersten Romans widmet sie sich ganz der Schriftstellerei.
Im Jahr 2006 gab sie ihren ersten Lyrikband heraus, 2016 erschien ihr erster Roman (Interior Zero), der ein beachtlicher Publikumserfolg war und gleichzeitig große Aufmerksamkeit der Literaturkritik auf sich zog. Bei der Leipziger Buchmesse 2018 präsentierte sie ihren Roman in einer deutschen Übersetzung von Manuela Klenke unter dem Titel Null Komma Irgendwas. Das Buch erzählt von einer jungen rumänischen Übersetzerin, die es aus einer rumänischen Kleinstadt in die Metropole Bukarest verschlagen hat. Weil sich die Protagonistin des Romans als Übersetzerin in der Hauptstadt Rumäniens finanziell nicht über Wasser halten kann, nimmt sie einen Job als Assistentin in einer Baufirma an und taucht dabei in eine für sie ganz fremde Welt ein, in der Satire im Realen liegt. "Dieser ... Roman ... ist ein Buch über die Gewissheit, dass der Job, den man nicht leiden kann, eigentlich ein guter Job ist", schrieb die Zeit.  2021 erschien auf Deutsch unter dem Titel Sonia meldet sich die Übersetzung des von Lavinia Braniște 2019 auf Rumänisch publizierten Romans Sonia ridica mâna, der von einem zwischen Verklärung und Verdrängung hin und her wandernden Blick der rumänischen Gesellschaft auf die Zeit des Kommunismus im Land unter dem Diktator Nicolae Ceaușescu aus der Perspektive einer jungen Frau erzählt, die als freie Mitarbeiterin fürs Radio tätig ist und den Auftrag erhält, ein Drehbuch über die Ceaușescu-Zeit zu verfassen.
In Rumänien hat sich Lavinia Braniște auch als Kinderbuchautorin einen Namen gemacht. Aus ihrer Feder stammt die Rostogol-Reihe, die im Verlag Editura Arthur erscheint. Die Buchreihe erzählt von den Abenteuern eines Ferkels namens Rostogol. Der erste Band der Reihe erschien unter dem Titel Rostogol merge acasă (Rostogol geht nach Hause) im Jahr 2016 mit Illustrationen von Andrei Măceşanu. 2017 nahm die Internationale Jugendbibliothek mit Sitz in München das Buch in den Katalog ausgewählter Kinder- und Jugendliteratur "The White Ravens" auf. Mit ihrem Manuskript für Rostogol merge acasă hatte die Autorin 2014 den vom rumänischen Verlag Editura Arthur ins Leben gerufenen Kinderliteraturpreises Trofeul Arthur in der Kategorie "Literatur für Kinder von 0 bis 7 Jahren" gewonnen.
Lavinia Braniște hatte am Anfang ihrer Karriere geglaubt, dass die Schriftstellerei für sie ein Hobby bleiben würde. Erst mit der Arbeit an ihrem Kurzgeschichtenband Escapada (2014) keimte in ihr der Wunsch auf, professionelle Autorin zu werden, für die das Schreiben mehr sein würde als eine Freizeitbeschäftigung.
Die Autorin war Stipendiatin des International Writers’ House in Graz und des Hessischen Literaturrats.

## Werke (Auswahl)
- Povești cu mine. Gedichte. Piteşti : Paralela 45, 2006
- Cinci minute pe zi. Kurzgeschichten. Bucureşti : Casa de Pariuri Literare, 2011
- Escapada. Kurzgeschichten. Iași : Polirom, 2014
- Rostogol merge acasă. Kinderbuch. Illustrationen Andrei Măceşanu. 2016
- Interior zero. Roman. 2016.
  - Null Komma Irgendwas. Übersetzung Manuela Klenke. Berlin : Mikrotext, 2018
- Sonia ridică mâna. Roman. 2019
  - Sonia meldet sich. Übersetzung Manuela Klenke. Berlin : Mikrotext, 2021
- Mă găsești când vrei. Roman. 2020
- Drehbuch zu Între revoluții. Dokumentarfilm. 2023.

Übersetzungen
- Kate DiCamillo: Raymie nightingale. 2016
- Kevin Henkes: Anul lui Billy Miller. 2016
- Kate DiCamillo: Flora şi Ulise : aventurile iluminate. 2015
- Ruth Stiles Gannett: Dragonul tatălui meu. 2014
- Henry Miller: Un diavol în paradis. 2013
- David Walliams: Bunicuţa hoţomană. 2013
- Kate DiCamillo: Miraculoasa călătorie a lui Edward Tulane. 2013
- Mark Robson: Spioana imperială. 2009
- Charlaine Harris: Morţi cu toţii. 2009
- Guy Campbell: Cartea băieţilor : cum să supravieţuieşti. 2008

## Preise
- Trofeul Arthur (2014)
- „Nepotul lui Thoreau“-Preis (2016 und 2019)
- Sofia-Nădejde-Preis (2020)
- Preis für Prosa der Zeitschrift Ateneu (2020)